# Oranjesingel (Nijmegen)
De Oranjesingel is een woon- en winkelstraat in het stadscentrum van de Nederlandse stad Nijmegen. De straat is omstreeks 1880 aangelegd, volgens een enigszins aangepast plan van de architect W.J. Brender à Brandis.

## Naam
De naam verwijst naar het voormalige Oranje Bolwerk dat ooit aan het eind van de Molenstraat gelegen was.

## Ligging
De straat loopt van Keizer Karelplein tot aan de kruising Hertogstraat/Prins Hendrikstraat. Aldaar gaat de Oranjesingel over in de St. Canisiussingel, richting de Waalbrug. 
De Oranjesingel maakt deel uit van de N 326 en is een van de drukste straten in Nijmegen. De weg is uitgevoerd als weg met 4 rijstroken zonder middenberm, met aan beide zijden een ventweg.

## Monumenten
Aan de Oranjesingel liggen een aantal Rijks- en gemeentelijke monumenten, waaronder Oranjesingel 40, O42 en Oranjesingel 68.

## Functie tijdens de Vierdaagse
De Oranjesingel maakt deel uit van de intochtroute van de jaarlijkse Nijmeegse Vierdaagse. Deelnemers lopen vanuit het zuiden over de Sint Annastraat naar het Keizer Karelplein en daarna naar het oosten via de Oranjesingel en de Prins Bernhardstraat naar de Wedren, het start- en finishterrein.

## Afbeeldingen

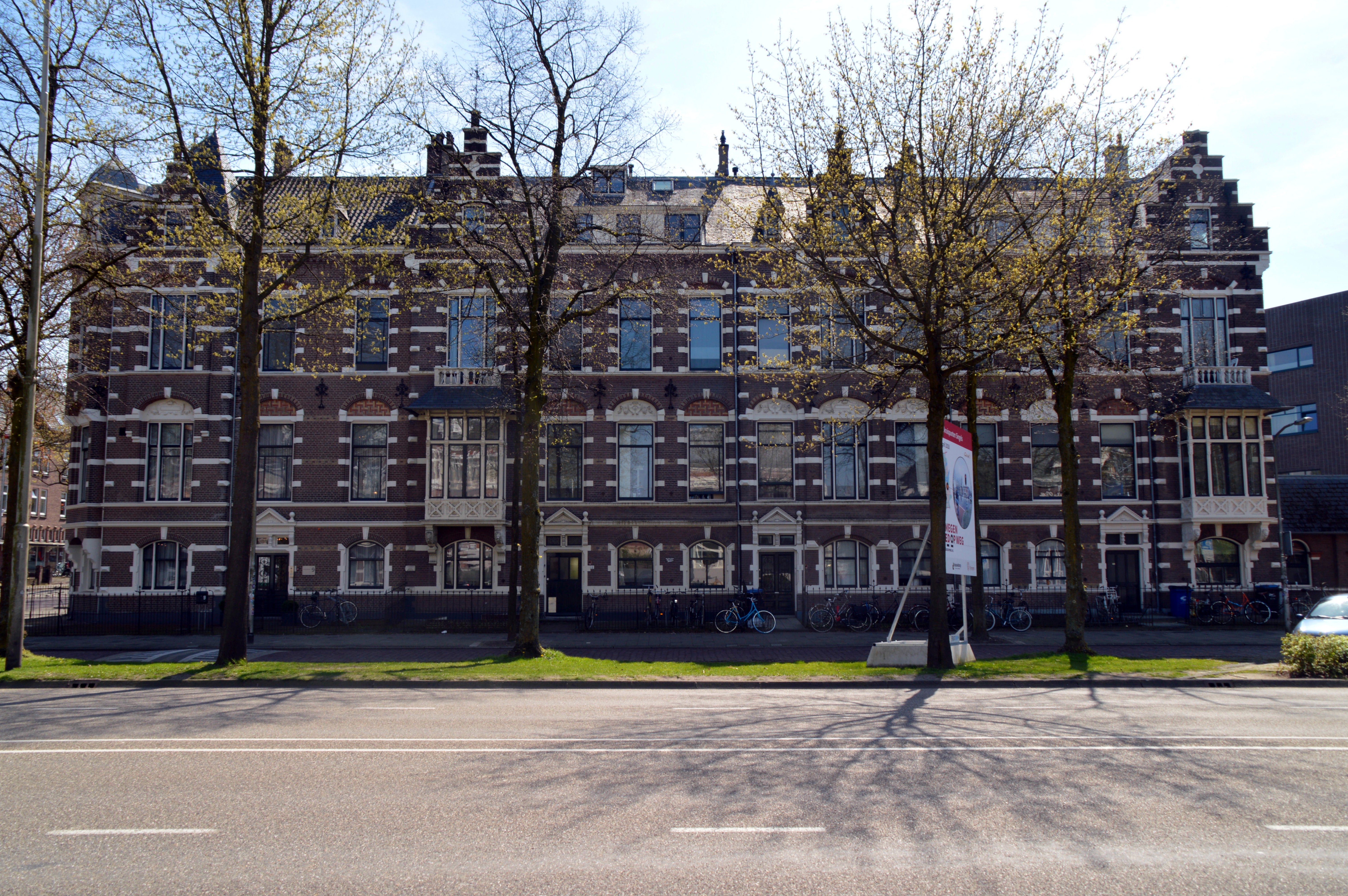
19-eeuwse panden aan de Oranjesingel
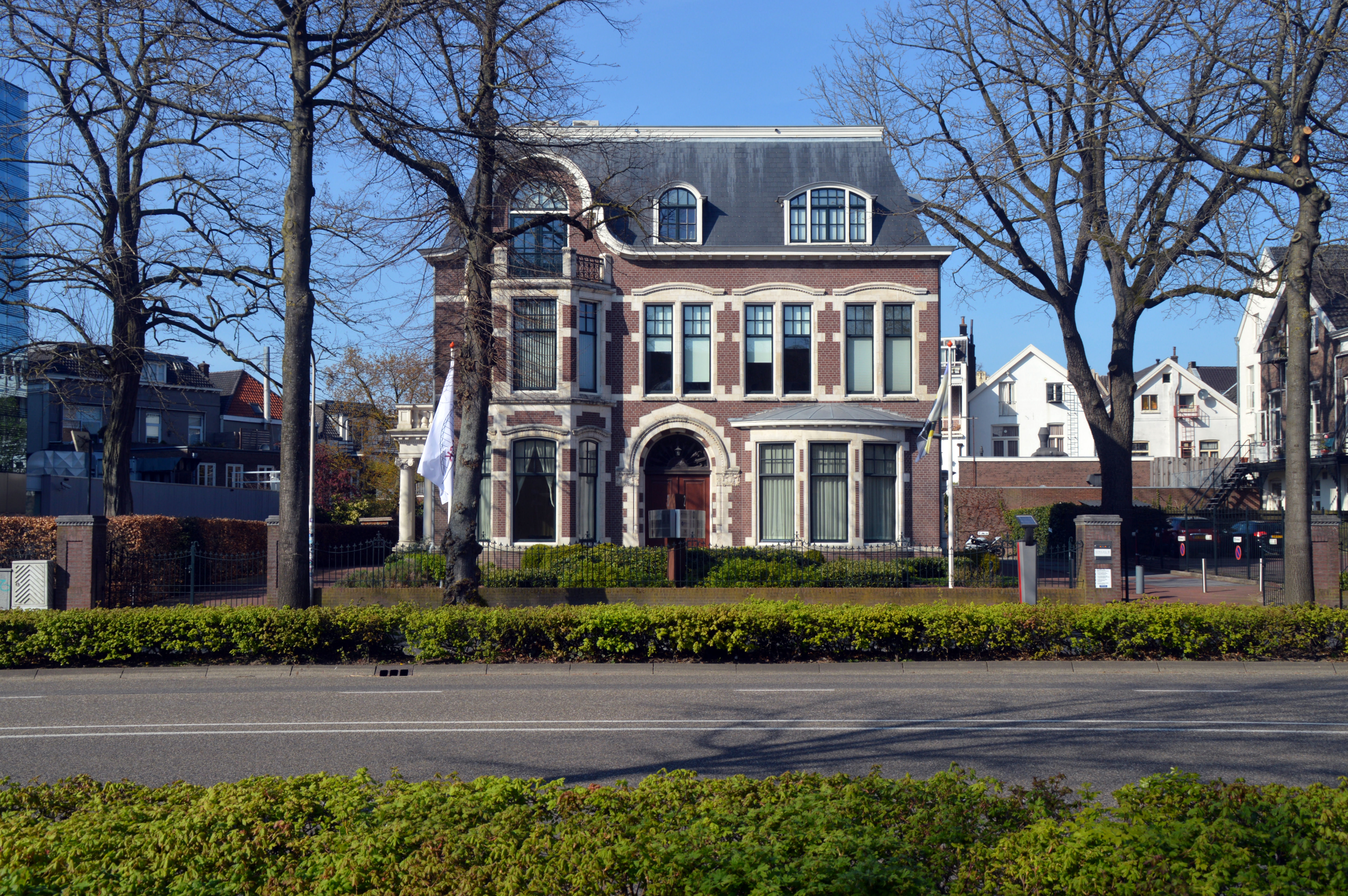
Oranjesingel 2 Villa uit 1915, verbouwd door architect Oscar Leeuw in 1919
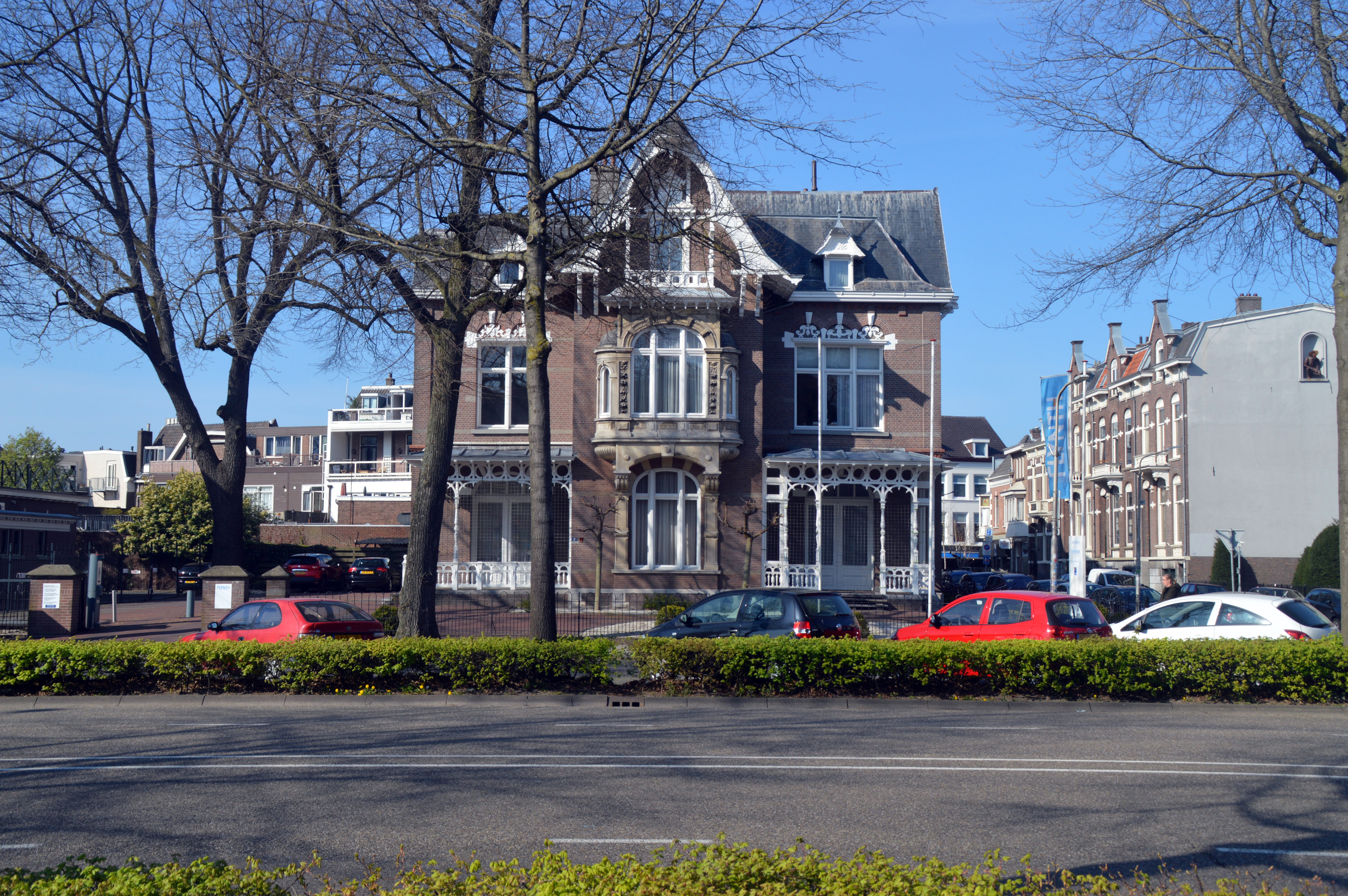
Villa Oranjesingel 2a van architect Jan Jacob Weve Bouwjaar 1889
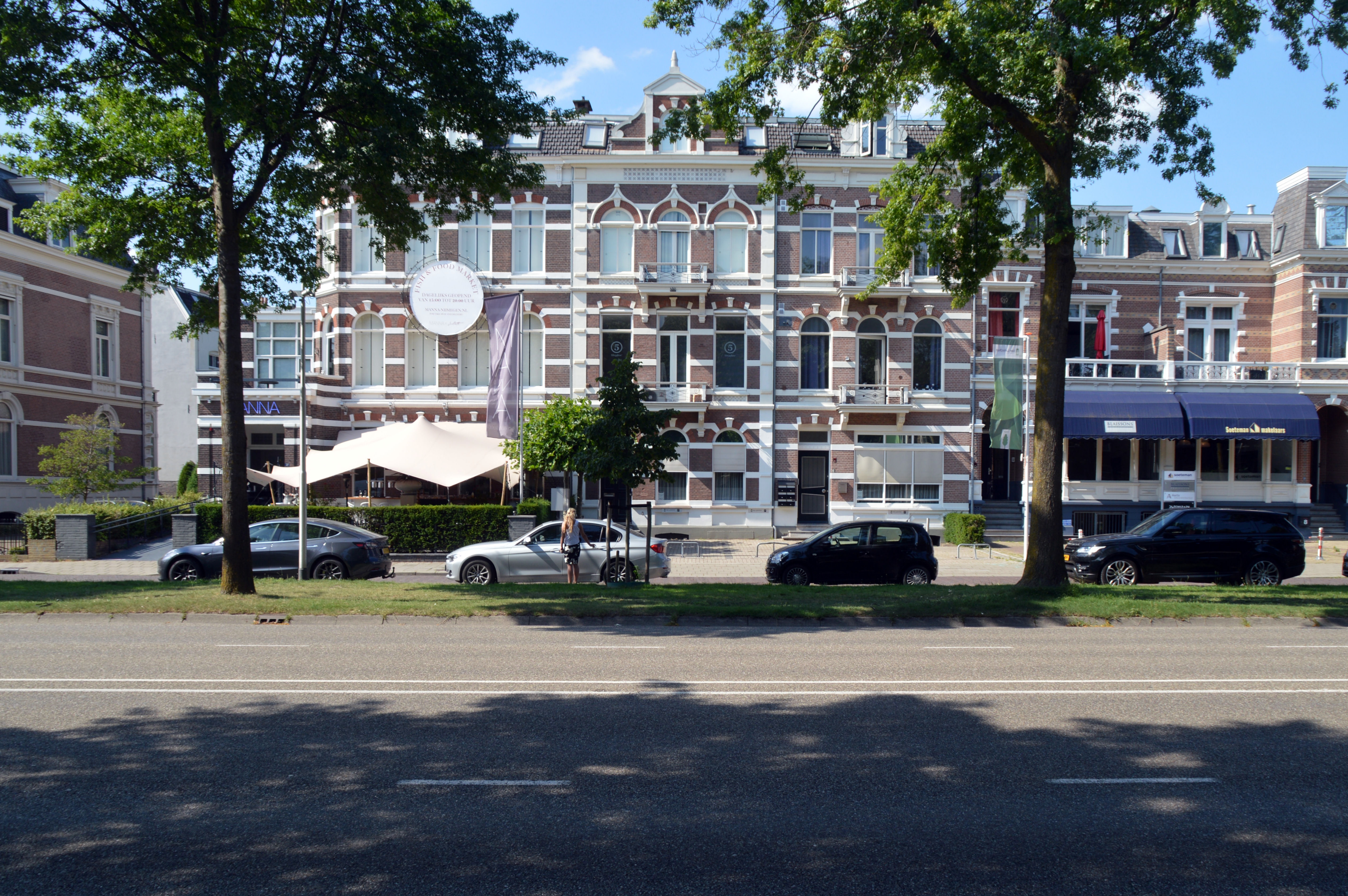
Oranjesingel 2-4-6-8, gemeentelijk monument
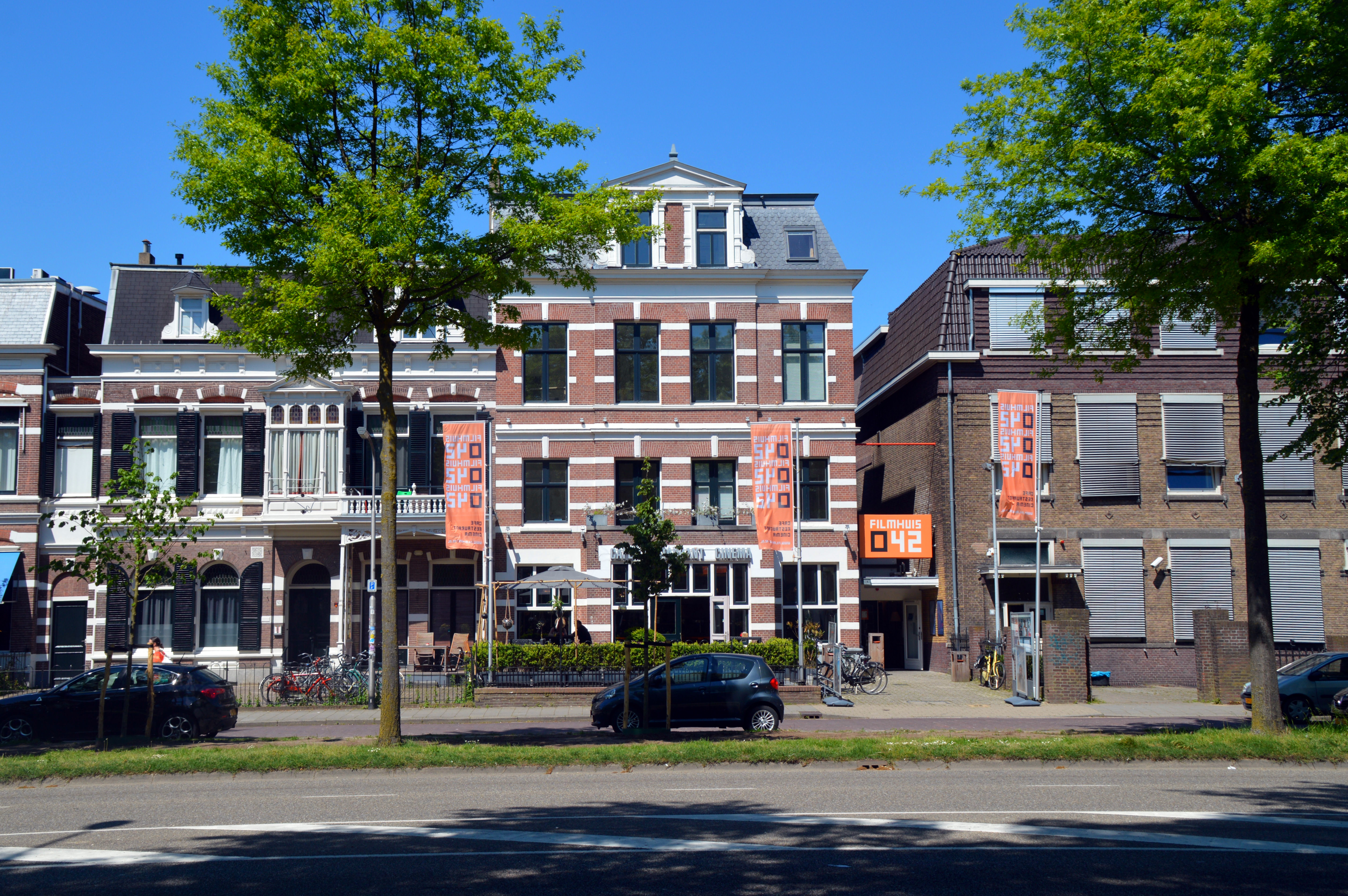
Oranjesingel 42 Filmhuis O42 (Voormalig VillaLUX, O'42)
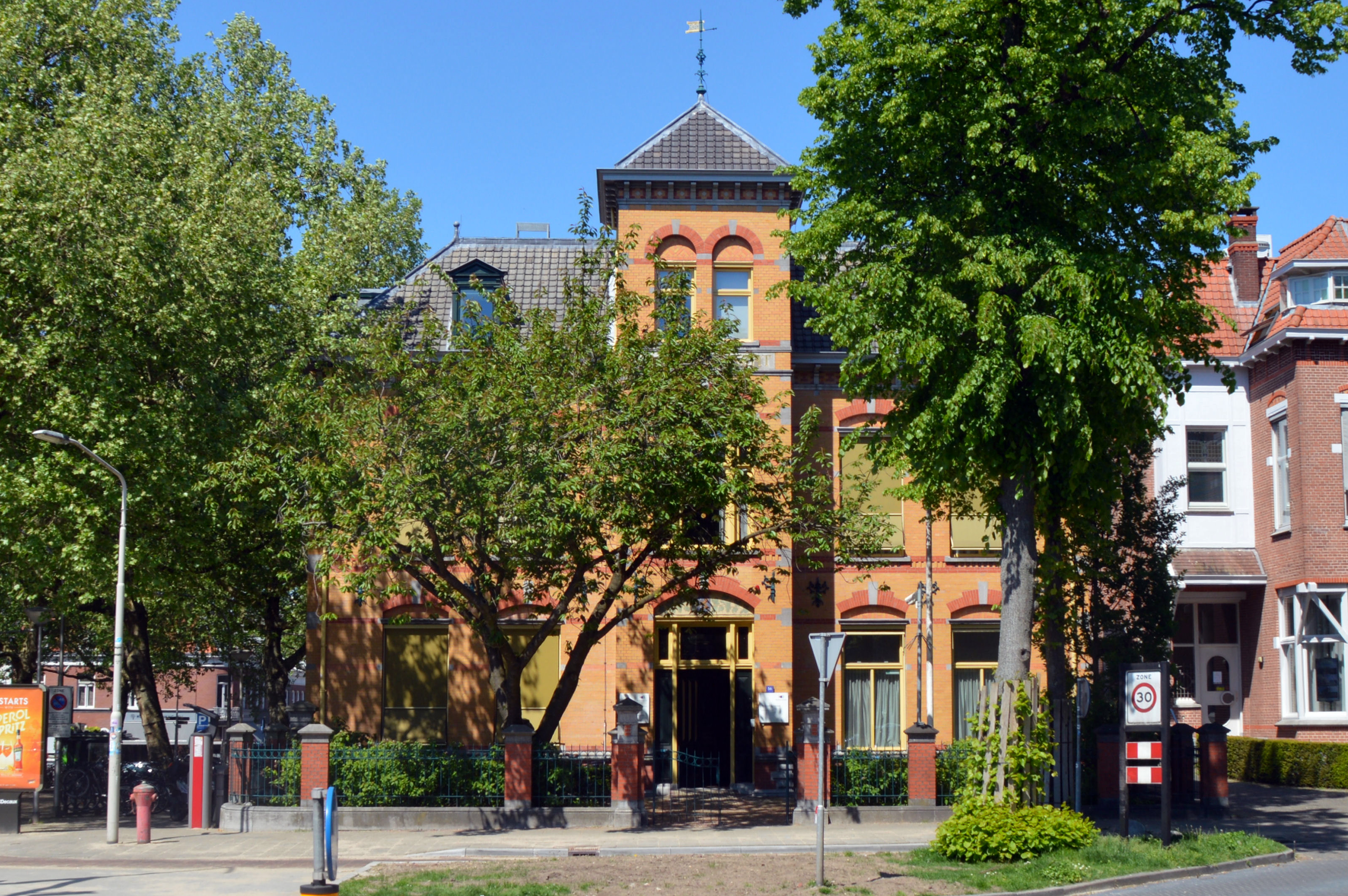
Oranjesingel 56 (kantongerecht)
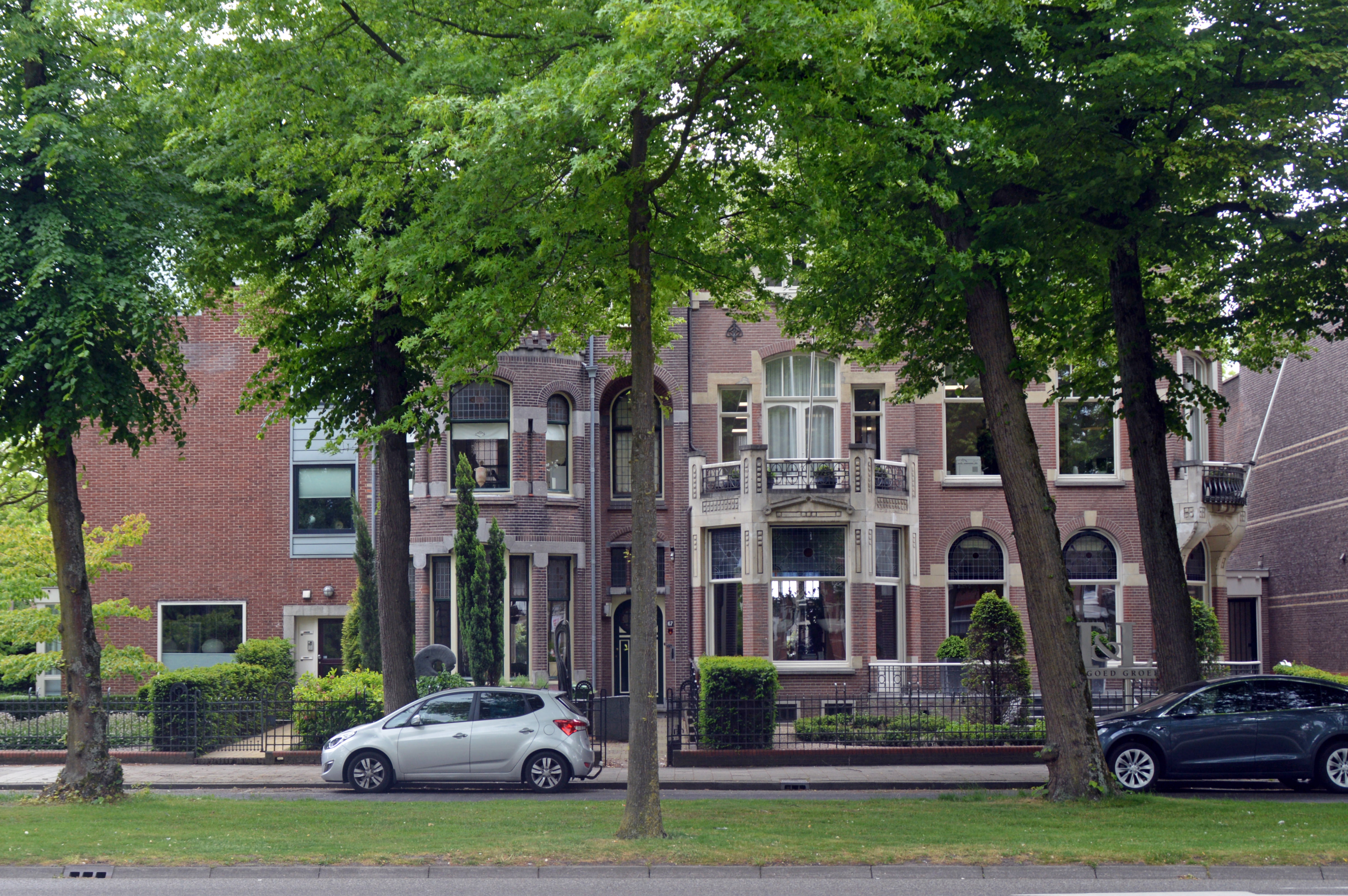
Oranjesingel 65 en 67
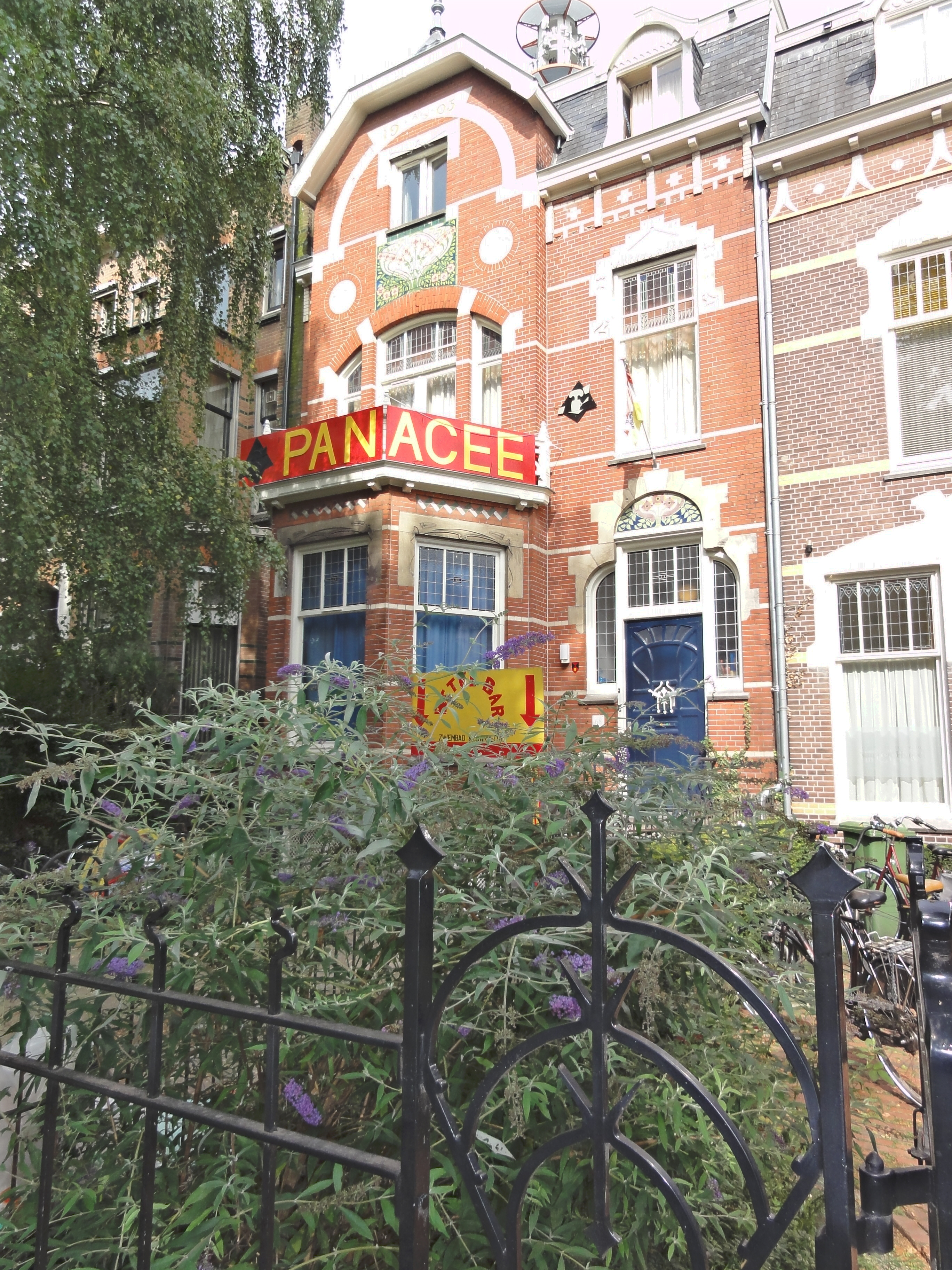
Oranjesingel 68, een rijksmonument